# گرند اونیو
گرند اَوِنیو (انگلیسی: Grand Avenue) نام یک گروه موسیقی راک دانمارکی است که در سال ۲۰۰۱ شکل گرفت.
اعضای این گروه موسیقی در سال ۱۹۹۷ در «کالج موسیقی لندن» با یکدیگر آشنا شدند و نخستین آلبومشان را در سال ۲۰۰۳ منتشر کردند.
از فیلم‌ها یا مجموعه‌های تلویزیونی که موسیقیِ این گروه در آنها به‌کار رفته است، می‌توان به بازپرداخت و کایل ایکس‌وای اشاره نمود.